# Craig Hill
Craig Hill Fawler (Los Angeles, 5 marzo 1926 – Barcellona, 21 aprile 2014) è stato un attore statunitense.

## Biografia
Inizia la sua carriera cinematografica per la 20th Century Fox in Dodici lo chiamano papà (1950). Lavorò anche con Sam Fuller ne I figli della gloria (1951) e con John Ford in Uomini alla ventura (1952). Recitò anche con Kirk Douglas in Pietà per i giusti (1951). Dopo aver lasciato la Fox, passò alla Universal Pictures ed apparve in Lo scudo dei Falworth (1954), con Tony Curtis e Janet Leigh, oltre che in molte serie televisive americane tra cui, in particolare, Avventure in elicottero che lo portò alla notorietà e nel quale reciterà in oltre 110 episodi.
Alla metà degli anni 60 si trasferì in Spagna dove intraprese una nuova carriera cinematografica, recitando in molti spaghetti western, a partire da Mani di pistolero (1965); l'anno successivo Tonino Valerii lo scelse come protagonista di Per il gusto di uccidere, suo western di esordio, pellicola che conduce Hill al successo nel cinema italiano. Recita anche in alcuni thriller.
Nel 1990 sposò la modella e attrice spagnola Teresa Gimpera. Dopo essersi ritirato nel 2003, morì a Barcellona il 21 aprile 2014, all'età di 88 anni.

## Filmografia parziale

### Cinema
- Dodici lo chiamano papà (Cheaper by the Dozen), regia di Walter Lang (1950)
- Eva contro Eva (All About Eve), regia di Joseph L. Mankiewicz (1950)
- Pietà per i giusti (Detective Story), regia di William Wyler (1951)
- I figli della gloria (Fixed Bayonets), regia di Samuel Fuller (1951)
- I banditi di Poker Flat (The Outcasts of Poker Flat), regia di Joseph M. Newman (1952)
- Uomini alla ventura (What Price Glory?), regia di John Ford (1952)
- The I Don't Care Girl, regia di Lloyd Bacon (1953)
- Lo scudo dei Falworth (The Black Shield of Falworth), regia di Rudolph Maté (1954)
- Il terrore delle Montagne Rocciose (Siege at Red River), regia di Rudolph Maté (1954)
- Tammy fiore selvaggio (Tammy and the Bachelor), regia di Joseph Pevney (1957)
- The Flight that Disappeared, regia di Reginald Le Borg (1961)
- You Have to Run Fast, regia di Edward L. Cahn (1961)
- Deadly Duo, regia di Reginald Le Borg (1962)
- Mani di pistolero (Ocaso de un pistolero), regia di Rafael Romero Marchent (1965)
- Per il gusto di uccidere, regia di Tonino Valerii (1966)
- Black Box Affair - Il mondo trema, regia di Marcello Ciorciolini (1966)
- 7 pistole per un massacro, regia di Mario Caiano (1967)
- Ric e Gian alla conquista del West, regia di Osvaldo Civirani (1967)
- 15 forche per un assassino, regia di Nunzio Malasomma (1967)
- All'ultimo sangue, regia di Paolo Moffa (1968)
- Tre croci per non morire, regia di Sergio Garrone (1968)
- Lo voglio morto, regia di Paolo Bianchini (1968)
- Operazione terrore (Los monstruos del terror), regia di Tulio Demicheli (1969)
- Commando di spie (Consigna: matar al comandante en jefe), regia di José Luis Merino (1970)
- Il giorno del giudizio, regia di Mario Gariazzo (1971)
- I corvi ti scaveranno la fossa (Los buitres cavarán tu fosa), regia di Juan Bosch (1971)
- In nome del padre, del figlio e della Colt, regia di Mario Bianchi (1971)
- Scansati... a Trinità arriva Eldorado, regia di Joe D'Amato (1972)
- Un animale chiamato uomo, regia di Roberto Mauri (1972)
- Domani passo a salutare la tua vedova... parola di Epidemia (Tu fosa será la exacta... amigo), regia di Ignacio F. Iquino (1972)
- Bada alla tua pelle, Spirito Santo!, regia di Roberto Mauri (1972)
- Corte marziale, regia di Roberto Mauri (1973)
- Stringimi forte papà, regia di Michele Massimo Tarantini (1978)
- Solamente nero, regia di Antonio Bido (1978)
- L'angoscia (Angustia), regia di Juan Josè Bigas Luna (1987)
- Food of Love - Il voltapagine (Food of Love), regia di Ventura Pons (2002)

### Televisione
- The Star and the Story – serie TV, episodio 1x15 (1955)
- The 20th Century-Fox Hour – serie TV, episodi 1x05-2x10 (1955-1957)
- Navy Log – serie TV, episodio 1x21 (1956)
- Frida (My Friend Flicka) – serie TV, episodi 1x28-1x34 (1956)
- Wire Service – serie TV, episodio 1x13 (1957)
- Rescue 8 – serie TV, episodio 1x22 (1959)
- Surfside 6 – serie TV, episodio 1x17 (1961)
- Sugarfoot – serie TV, episodio 4x09 (1961)
- Hawaiian Eye – serie TV, episodio 2x27 (1961)

## Doppiatori italiani
- Pino Locchi in Pietà per i giusti, I banditi di Poker Flat, Scansati... a Trinità arriva Eldorado
- Giuseppe Rinaldi in Lo scudo dei Falworth, Per il gusto di uccidere
- Sergio Graziani in 7 pistole per un massacro, I corvi ti scaveranno la tomba
- Giancarlo Maestri in Mani di pistolero, Solamente nero
- Nando Gazzolo in Lo voglio morto, Commando di spie
- Carlo Alighiero in Il giorno del giudizio, Bada alla tua pelle, Spirito Santo!
- Gianfranco Bellini in Il terrore delle Montagne Rocciose
- Vittorio Cramer in Uomini alla ventura
- Adalberto Maria Merli in Ric e Gian alla conquista del West
- Gigi Proietti in 15 forche per un assassino
- Gualtiero De Angelis in Tre croci per non morire
- Cesare Barbetti in Domani passo a salutare la tua vedova: parola di Epidemia
- Sergio Fiorentini in Corte Marziale
- Luciano Melani in All'ultimo sangue
- Michele Gammino in Stringimi forte papà
- Elio Zamuto in In nome del padre, del figlio e della Colt
- Lorenzo Scattorin in Food Of Love - Il voltapagine